# 462
Năm 462 là một năm trong lịch Julius.